# Référendums liechtensteinois de 1968
Deux référendums ont lieu au Liechtenstein les 4 juillet et 6 octobre 1968.

## Référendum de juillet

### Contenu
Le référendum porte sur l'extension du droit de vote aux femmes.

### Contexte
Il s'agit d'un référendum consultatif, légalement non contraignant. Le 29 avril 1968 les onze municipalités du Liechtenstein décident d'organiser une consultation populaire sur l'introduction du suffrage féminin dans la constitution.
Le gouvernement soutient l'initiative et décide d'organiser le scrutin de manière à séparer les votes et leur décompte entre hommes et femmes.
C'est la première fois depuis 1921 qu'a lieu une votation nationale dont l'organisation n'est pas codifiée par la constitution du pays.

### Résultats
| Choix                     | Hommes | Hommes | Femmes | Femmes | Total | Total |
| Choix                     | Votes  | %      | Votes  | %      | Votes | %     |
| ------------------------- | ------ | ------ | ------ | ------ | ----- | ----- |
| Pour                      | 887    | 39,81  | 1 265  | 50,48  | 2 152 | 45,46 |
| Contre                    | 1 341  | 60,19  | 1 241  | 49,52  | 2 582 | 54,54 |
|                           |        |        |        |        |       |       |
| Votes valides             |        |        |        |        | 4 734 | 99,39 |
| Votes blancs et invalides | 29     | 0,61   |        |        |       |       |
| Total                     | 2 228  | 100    | 2 506  | 100    | 4 763 | 100   |
| Abstentions               |        |        |        |        | 3 332 | 41,16 |
| Inscrits/Participation    | 8 095  | 58,84  |        |        |       |       |

Bien qu'une courte majorité de femmes se soient prononcées en sa faveur, le total des résultats est négatif à près de 55 %, et le gouvernement ne donne pas immédiatement suite aux demandes d'instauration du suffrage féminin. Son introduction est encore rejetée lors des deux référendums suivants sur le même thème, organisés cette fois dans le cadre constitutionnel en 1971 et en 1973 . Le suffrage féminin sera finalement adopté par référendum en 1984.

## Référendum d'octobre

### Contenu
Le référendum porte sur la suppression de la taxe sur les boissons alcoolisées.

### Contexte
Lors du Référendum liechtensteinois de 1929 la population approuve à 53,92% la création d'une taxe sur les boissons alcoolisées.
Une initiative populaire est lancée en 1968 par le secteur du tourisme qui procède à une collecte de signatures.
Le seuil de 600 inscrits ayant été atteint, l'initiative est envoyé devant le Landtag dans le cadre de l'article 64.2 de la constitution. Le parlement la rejette le 23 juin 1968, entraînant sa mise en votation.

### Résultats
| Choix                     | Votes | %     |
| ------------------------- | ----- | ----- |
| Pour                      | 1 214 | 43,68 |
| Contre                    | 1 565 | 56,32 |
|                           |       |       |
| Votes valides             | 2 779 | 97,27 |
| Votes blancs et invalides | 78    | 0,73  |
| Total                     | 2 857 | 100   |
| Abstentions               | 1 179 | 29,21 |
| Inscrits/Participation    | 4 036 | 70,79 |